# Phyllanthus praelongipes
Phyllanthus praelongipes är en emblikaväxtart som beskrevs av Airy Shaw och Grady Linder Webster. Phyllanthus praelongipes ingår i släktet Phyllanthus och familjen emblikaväxter. Inga underarter finns listade i Catalogue of Life.